# مسطحة (المحويت)

تعديل مصدري - تعديل

مسطحة هي إحدى قرى عزلة بني الوليد بمديرية المحويت التابعة لمحافظة المحويت، بلغ تعداد سكانها 38 نسمة حسب تعداد اليمن لعام 2004.